# Karksi (plaats)
Karski is een plaats in de gemeente Mulgi in de provincie Viljandimaa, in het zuiden van Estland.

## Geschiedenis
De plaats werd in 1231 voor het eerst vernoemd in het Grondboek van Waldemar.
Tijdens de Pools-Zweedse Oorlog (1600-1629) vond op 29 oktober 1600 een veldslag plaats die eindigde in een Pools-Litouwse overwinning.